# 佫树旺
佫树旺（1915年1月26日—1994年），男，河北霸县人，中国杂技表演艺术家，擅长耍花坛，中国文学艺术界联合会全国委员会委员，中国共产党党员。